# Long An, Nam Ninh
Long An (tiếng Tráng: Lungznganh, chữ Hán giản thể: 隆安县, bính âm: Lóng'ān Xiàn, Hán Việt: Long An huyện) là một huyện tại địa cấp thị Nam Ninh, khu tự trị dân tộc Choang, Quảng Tây, Cộng hòa Nhân dân Trung Hoa. Huyện này có diện tích 2.264 km², dân số năm 2002 là 370.000 người. Huyện Long An có Khu danh thắng cảnh quan tự nhiên Long Hổ Sơn.

## Phân chia hành chính
Huyện này được chia thành các đơn vị hành chính gồm 6 trấn và 4 hương:
- Trấn: Thành Sương, Na Đồng, Kiều Kiến, Nam Vu, Nhạn Giang, Đinh Đang
- Hương: Bình Sơn, Bố Tuyền, Đô Kết, Cổ Đàm.